# Sepako
Sepako – wieś w Botswanie w dystrykcie Central. Według spisu ludności z 2011 roku wieś liczyła 682 mieszkańców.